# Mama Said Knock You Out
Mama Said Knock You Out è il quarto album del rapper statunitense LL Cool J, pubblicato il 27 agosto del 1990 e distribuito dalla Def Jam. Prodotto principalmente da Marley Marl, è stato registrato a New York. Dopo la deludente accoglienza dell'album precedente Walking with a Panther (1989), Mama Said Knock You Out è stato distribuito dalla Def Jam nel 1990 ed ha ottenuto un ottimo successo commerciale e di critica.

## Distribuzione e ricezione
L'album è commercializzato dalla Def Jam nel mercato statunitense, in Europa, Giappone e Brasile dalla CBS Records, la Columbia Records partecipa alla distribuzione del disco negli Stati Uniti e la Sony Music partecipa alla distribuzione nel mercato nipponico. Nel 1999 l'album è rimesso sul mercato in Giappone, distribuito da Def Jam e Mercury Records. Nel 2002 la Universal Music lo commercializza anche in Ucraina.
| Recensione                    | Giudizio |
| ----------------------------- | -------- |
| AllMusic                      | [ 1 ]    |
| The Village Voice             | A        |
| Chicago Tribune               | [ 7 ]    |
| Select                        | [ 8 ]    |
| Entertainment Weekly          | B        |
| MusicHound R&B                | [ 10 ]   |
| Rolling Stone                 | [ 11 ]   |
| The Rolling Stone Album Guide | [ 12 ]   |
| Spin Alternative Record Guide | [ 13 ]   |
| Encyclopedia of Popular Music | [ 14 ]   |

L'album ha ricevuto il plauso universale da parte della critica. Steve Huey gli assegna il punteggio perfetto di cinque stelle su cinque per AllMusic, paragonando il prodotto con il suo lavoro d'esordio Radio, ritenendolo «meno duro» e «più ascoltabile» e scrivendo che «Mama Said Knock You Out riesce potentemente a far riguadagnare la credibilità di LL Cool J, che dimostra di essere ancora uno dei talenti più singolari del rap, rendendolo una superstar trasversale e cementando il suo status di icona rap oltre ogni dubbio.»
Nel sondaggio annuale dei critici statunitensi Pazz & Jop, redatto dalla rivista The Village Voice, l'album è votato al nono posto tra i migliori del 1990. Nel 1998, la rivista specializzata The Source inserisce l'album tra i migliori cento del genere hip hop.

## Tracce
Testi e musiche di Marley Marl e LL Cool J eccetto dove indicato.
1. The Boomin' System – 3:41
2. Around the Way Girl – 4:07
3. Eat 'em Up, L Chill – 4:37 (testo: Todd Smith, Marlon Williams, Brian Latture, Dwayne Simon)
4. Mr. Good Bar – 3:42
5. Murdergram (Live at Rapmania) – 3:53
6. Cheesy Rat Blues – 5:06
7. Farmers Blvd. (Our Anthem) (featuring Big Money Grip, Bomb & HIC) – 4:26
8. Mama Said Knock You Out – 4:50 (musica: Bobby "Bobcat" Erving, Marley Marl)
9. Milky Cereal – 3:54
10. Jingling Baby (Remixed but Still Jingling) – 4:57 (musica: LL Cool J)
11. To da Break of Dawn – 4:32
12. 6 Minutes of Pleasure – 4:34
13. Illegal Search' – 4:31
14. The Power of God – 4:21

Durata totale: 61:11
Traccia bonus in Giappone
1. Mama Said Knock You Out (Steering Mix)

## Formazione
Crediti adattati secondo Allmusic.
- James Baynard - tromba
- Flex - cori
- David Kennedy - ingegnere audio
- Brian Latture - compositore
- Darren Lighty - cori, tastiere, programmazione
- LL Cool J - voce, compositore, produttore
- Marley Marl - ingegnere audio, produttore, compositore
- Dwayne "Muffla" Simon - compositore
- Eric Williams - cori
- Marion Williams - compositore

## Classifiche

### Classifiche settimanali
| Classifica (1990)         | Posizione massima |
| ------------------------- | ----------------- |
| Regno Unito               | 49                |
| Stati Uniti               | 16                |
| US Top R&B/Hip-Hop Albums | 2                 |

### Classifiche di fine anno
| Classifica (1990)         | Posizione massima |
| ------------------------- | ----------------- |
| US Top R&B/Hip-Hop Albums | 91                |